# Публий Клавдий Пулхер (претор)
Вижте пояснителната страница за други личности с името Публий Клавдий Пулхер.
Публий Клодий Пулхер (на латински: Publius Clodius Pulcher; * ок. 62/59 пр.н.е.; † сл. 31 пр.н.е.) е политик на Римската република през 1 век пр.н.е.

## Биография
Произлиза от клона Пулхри (на латински: pulcher – „красивия“) на патрицианската фамилия Клавдии. Син е на Публий Клодий Пулхер (народен трибун 59 пр.н.е.) и Фулвия, дъщеря на Марк Фулвий Бамбалион и Семпрония Тудицани.
Баща му е убит през декември 52 пр.н.е. и майка му се омъжва за Гай Скрибоний Курион (народен трибун 50 пр.н.е.), а след неговата смърт през 49 пр.н.е. тя се омъжва 45 пр.н.е. за Марк Антоний.
Пулхер е брат на Клодия Пулхерия (* ок. 57/56/54 пр.н.е.), която става първата съпруга на Октавиан Август. Полубрат е с Гай Скрибоний Курион от втория брак на майка му, a от нейния трети брак е полубрат с Марк Антоний Антил (* 45, † 30 пр.н.е.) и Юл Антоний (* 42, † 2 пр.н.е.).
През февруари 40 пр.н.е. Фулвия заедно с децата си, с Юлия Антония (майката на Антоний) и брат му Луций Антоний, заминава през Поцуоли и Брундизиум за Гърция и там се разболява, дълбоко наранена от любовните връзки на съпруга си и умира в Сикион до Коринт.
През 31 пр.н.е. той е претор. Според Валерий Максим умира от инфекция.
Женен е и има син Апий Клавдий Пулхер (35 пр.н.е. – сл. 2 пр.н.е.), който ок. 11 пр.н.е. е triumvir monetalis и е прадядо на Публий Клавдий Пулхер (* ок. 60 г., суфектконсул през 1 или 2 век).